# Паулінув (Сілезьке воєводство)
Паулінув (пол. Paulinów) — село в Польщі, у гміні Лелюв Ченстоховського повіту Сілезького воєводства.
Населення — 40 осіб (2011).
У 1975-1998 роках село належало до Ченстоховського воєводства.

## Демографія
Демографічна структура станом на 31 березня 2011 року:
|          | Загалом | Допрацездатний вік | Працездатний вік | Постпрацездатний вік |
| -------- | ------- | ------------------ | ---------------- | -------------------- |
| Чоловіки | 21      | 3                  | 18               | 0                    |
| Жінки    | 19      | 1                  | 14               | 4                    |
| Разом    | 40      | 4                  | 32               | 4                    |